# أثيريد
بلدية السراط أو (نقحرة: أثيريد) (بالإسبانية: Acered) هي بلدية تقع في مقاطعة سرقسطة التابعة لمنطقة أرَغون شمال شرق إسبانيا.

## الديموغرافيا
بلغ عدد سكان بلدية السراط 198 نسمة عام 2011 (وفقاً للمعهد الوطني الإسباني للإحصاء).
| 297 | 273 | 264 | 223 | 204 | 169 | 198 |